# Inferno (album de John Zorn)
Inferno est le troisième album du trio Simulacrum, qui retrouve sa forme de trio après l'apparition, sur l'album précédent, de Marc Ribot et Trevor Dunn. Il s'agit de la troisième parution discographique du trio en 6 mois. Le titre fait référence à une œuvre de August Strindberg, qui a inspiré John Zorn pour les compositions de cet album. Inferno propose, comme sur les précédents opus, un mélange de styles (métal, jazz, minimalisme, atonalité, ambient).

## Titres
| No | Titre          | Durée |
| -- | -------------- | ----- |
| 1. | Dance Of Death | 5:53  |
| 2. | Pariah         | 3:15  |
| 3. | Ghost Sonata   | 6:25  |
| 4. | Inferno        | 20:57 |
| 5. | Blasphemy      | 2:01  |
| 6. | The Powers     | 2:51  |
| 7. | Dreamplay      | 3:50  |

## Personnel
- Kenny Grohowski - batterie
- Matt Hollenberg - guitare
- John Medeski - orgue